# حشو (بلاغة)

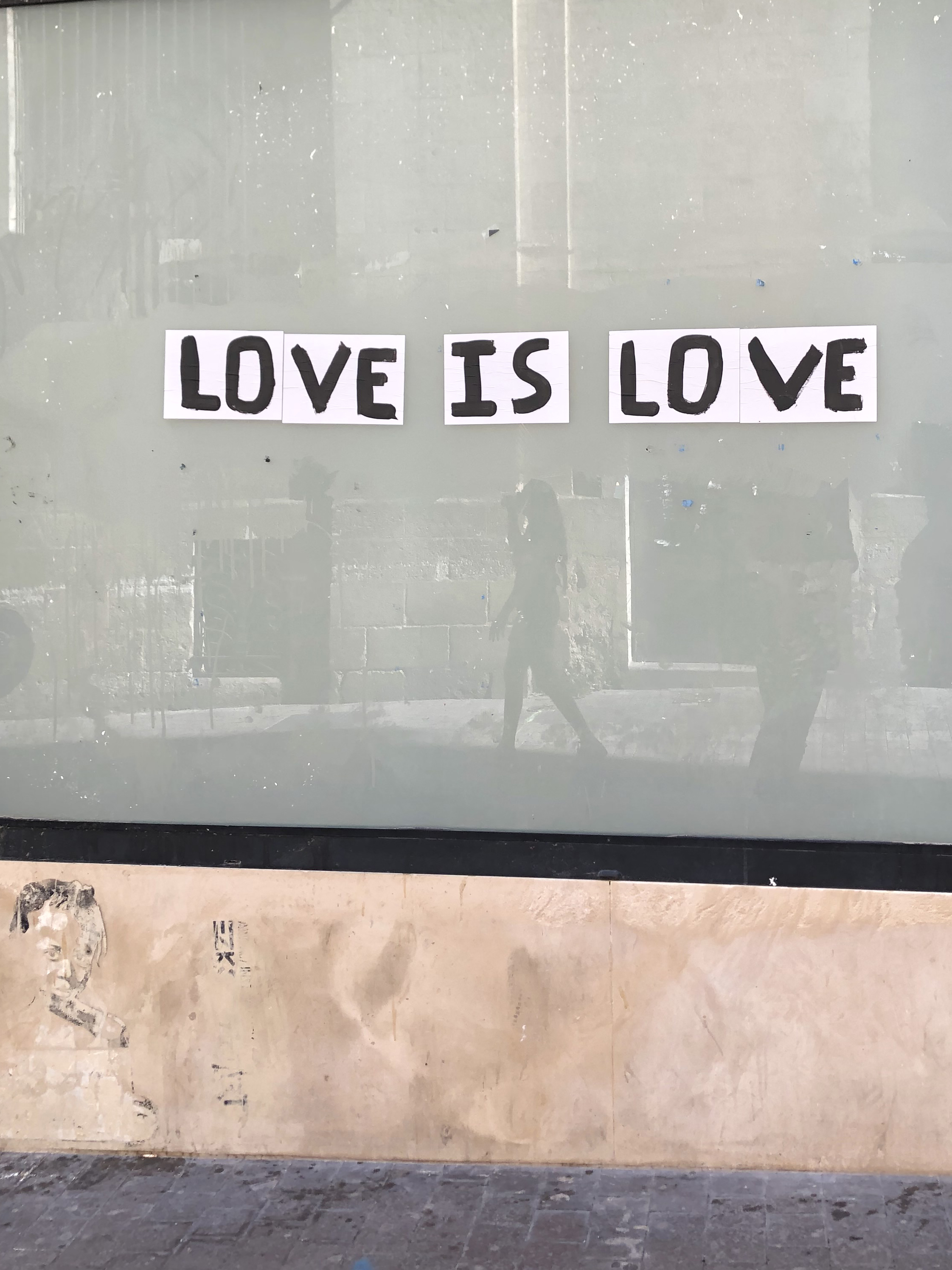
غرافيتي: الحب هو الحب

الحشو في البلاغة هو تكرار غير ضروري (وأحياناً غير متعمد) لنفس المعنى بكلمات مختلفة. وقد عرفه هنري الصياد في قاموسه على أنه «تكرار نفس الشيء مرتين». وهو عادةً ما يعتبر ركاكة في الأسلوب هو نوع من الأحاديث العامية التي لا تشمل أي مواضيع وظيفية للمحادثة أو أي معاملات تحتاج إلى مناقشة.
الحشو هو الحوار لغرض الحوار نفسه. دُرست ظاهرة الحشو في الحديث في البداية في عام 1932 من قبل برونسيلاف مالينوفسكي، وهو الذي صاغ مصطلح «تبادل المشاعر» لوصف ذلك. القدرة على إجراء محادثة تحتوي على الحشو هي مهارة اجتماعية: وبالتالي، الحشو هو أحد أنواع التواصل الاجتماعي. تفترض المنشورات الأولية أن مناصب شبكات العمل مناسبة للتواصل الاجتماعي.

## الأهداف
على الرغم مما يبدو أن الأهداف المفيدة قليلة، والحشو هو أحد طقوس الترابط وإستراتيجية لإدارة المسافة بين الأشخاص. كما إنها تخدم العديد من الوظائف في المساعدة لتحديد العلاقات بين الأصدقاء، زملاء العمل، والمعارف الجديدة.وبالتحديد هو يساعد المعارف الجديدة لاستكشاف وتصنيف المكانة الاجتماعية لبعضهم البعض. والحشو يرتبط ارتباطا وثيقا بحاجة الناس للحفاظ على الوجه الإيجابي لهم - أن يشعر بالقبول من قبل أولئك الذين يستمعون له. أنه يسهل عملية التواصل الاجتماعي بطريقة مرنة للغاية، بالرغم من أن الوظيفة المرغوبة غالبا ما تعتمد على نقطة في المحادثة وهذا هو ما يقوم به الحشو.
1- بادئ الحوار: عندما يكون المتحدثون لا يعرفون بعضهم البعض فإن هذا يسمح لهم بإظهار النوايا الودية ونوعا من الرغبة في التفاعل الإيجابي. في اجتماع العمل، تسمح للناس من زرع سمعة لبعضهم البعض وتوضيح نوع الخبرة. وحينما يكون هناك علاقة فعلية بين متحدثين فإن لغوهم يكون كمقدمة لطيفة قبل الدخول في حوارات لموضوعات وظيفية أكثر. وذلك لأنها تقوم بالإشارة إلى مزاجهم وللإحساس بمزاج الشخص الأخر.
2- في نهاية الحوار, الإنهاء المفاجئ خطر أن يظهر في المحادثة لأنه يدل على رفض الشخص الآخر. الحشو ممكن إن يستخدم للتخفيف من هذا الرفض، ويؤكد العلاقة بين الشخصين، ويخفف الوداع.
3- حشو الوقت الفارغ لتجنب الصمت: في كثير من الثقافات، يعبر الصمت بين شخصين عن عادة غير مريحة. ويمكن تخفيض التوتر ببداية تبادل الحديث حتى ينشأ موضوع أكثر أهمية. عموما، يجد البشر ان الصمت لفترة طويلة شعور غير مريح، وأحيانا لا يطاق. وهذا يمكن أن يكون راجعا إلى التاريخ التطوري للإنسان كمخلوقات اجتماعية، كما هو الحال في العديد من الحيوانات الاجتماعية الأخرى فإن الصمت هو علامة التواصل التي تدل على الخطر المحتمل.
في بعض الحوارات لا يوجد عنصر وظيفي أو معلومة محددة على الإطلاق. المثال التالي يوضح الحشو بين اثنين من الزملاء عندما كان احدهم يتجاوز الأخر مرورا في أحد الأروقة:
«علي»: صباح الخير، محمد.
«محمد»: أوه، صباح الخير، علي، كيف حالك؟
«علي»: الحمدلله، هل قضيت إجازة نهاية الأسبوع جيدة؟
«محمد»: نعم، شاكر لك سؤالك. أراك لاحقا.
«علي»: حسنا، أراك فيما بعد.
في هذا المثال السابق، دمجت عناصر التواصل في الحديث في بداية ونهاية الحوار. هذه المحادثة القصيرة هي حشو الفضاء بالكامل. وغالبا ما يطلق على هذا النوع من الحوار «الثرثرة».
الحاجة إلى استخدام الحشو هو يعتمد على طبيعة العلاقة بين المتحدثين. يشير عدم وجود أو قلة الحشو بين الزوجين في اللحظات الرومانسية إلى مستوى التقارب بينهما. ويستطيعون تقبل فكرة الصمت بأريحية في الظروف التي من الممكن إن تكون غير مريحة لشخصين كانوا أصدقاء.

## المواضيع
عادة ما تكون مواضيع محادثات الحشو ذات أهمية قليلة من المناسبات الاجتماعية. المواضيع المختارة تعتمد عادة على أي علاقة موجودة مسبقا بين شخصين، وظروف المحادثة. في كلتا الحالتين، شخص واحد سيبدأ الحشو ويميل إلى اختيار الموضوع الذي يفترض أن يكون المتحدثين لديهم معرفة خلفية مشتركة عن الموضوع، ولعدم البدء بالحوار من الاساس أيضًا يبدأ من جانب واحد.
يمكن تلخيص الموضوعات أما أنها مباشرة أو غير مباشرة. تشمل الموضوعات المباشرة الملاحظات الشخصية مثل الصحة أو الشكل. وتشمل الموضوعات الغير مباشرة إلى الظروف المحيطة مثل آخر الأخبار، أو ظروف حالة التواصل. يمكن أن تكون بعض المواضيع «آمنة» في معظم الحالات:
الطقس
الموسيقى
التلفزيون والأفلام
الرياضة
لا ينبغي أن تتجاوز مستوى التفاصيل المقدمة حدود الأسئلة الشخصية. عندما تُسأل: "كيف حالك؟" من قبل أحد المعارف الذين لا يعرفون جيداً، يكون الشخص يختار سؤال سهل وبسيط وعام والإجابة تكون إجابة عامة مثل: الحمدلله، شاكر لك سؤالك". في هذا الظرف فإنه على الأرجح لن يكون ملائما أن يردوا بأعراض أي ظرف من الظروف الطبية التي يعانون منها. يفترض للقيام بذلك درجة أكبر من الألفة بين الشخصين مما هو عليه الحال في المثال، وهذه الردود قد تنشئ جو غير مريح للطرفين.

## نماذج الخطاب
أجريت دراسة الحشو في الحالات التي تتضمن فرصة لاجتماع الغرباء من قبل كلاوس شنايدر. هو يقيم نظرية أن مثل هذا الحديث يتكون من عدد من القطاعات التي يمكن التنبؤ بها إلى حد ما أو بعض التحركات.
وغالبا ما يعبر عن الخطوة الأولى بحيث يكون من السهل على الشخص الآخر أن يوافقه. قد يكون أما سؤال أو بيان رأي منتهي بسؤال. على سبيل المثال، افتتاح محادثة بسؤال «أليس الطقس جميل؟» هي دعوة واضحة من الطرف الأول للطرف الثاني على الاتفاق معه بالرأي.
الخطوة الثاني هي استجابة الطرف الآخر. في المواضيع الوظيفية التي تتناول موضوع معين، قاعدة جريس من الكمية تشير إلى الإجابات يجب أن لا تحتوي على معلومات أكثر من المسئول عنها. يدعي شنايدر أن أحد المبادئ من الحشو يتناقض مع قاعدة الكمية. هو يشير إلى أن الأدب في الحشو إلى أقصى حد في أجوبة جوهرية أكثر. نعود إلى المثال السابق «أليس الطقس جميل؟», ممكن أن تكون الإجابة «نعم» (أو حتى «لا») وهي إجابة غير مهذبة وممكن ان يقول «نعم، في هذا الوقت من السنة يكون الجو جميلاً» عوضاُ عن الإجابة بـ «لا».
يصف شنايدر أن التحركات اللاحقة قد تنطوي على اعتراف مثل «أرى», أو تقييما إيجابيا مثل «هذا أمر جيد», أو ما يسمى «تسكع السلوك» مثل «أممممم» أو «حقا؟»

## الفروق بين الجنسين
أنماط التعبير بين النساء تميل إلى أن تكون أكثر تعاونا من الرجال، وأيضًا تميل إلى دعم مشاركة بعضهم البعض في المحادثة. مواضيع الحشو هي أكثر عرضة لتشمل المجاملات والمدح حول المظهر الشخصي. على سبيل المثال: «هذا اللبس مناسب لك جدا» هذا الحشو بين النساء الصديقات يمكن أن يكشف عن درجة كبيرة من الكشف الذاتي. وقد يغطي الحشو على أكثر مواضيع الجوانب الشخصية من حياتهم ومتاعبهم وأسرارهم. هذا الكشف عن الذات أما ان تنشئ علاقة وثيقة بينهما أو تشير إلى التقارب بينهما.
وفي المقابل، الرجال يميلون إلى استخدام الحشو ليكونوا أكثر قدرة على المنافسة. قد تحتوي على كلمات نتيجة مباريات أو شتائم أو احتقار. ومع ذلك، يقومون باستخدامها بطريقة كل من المبدعين وإشارات التضامن، يشير الرجال إلى ان العلاقة يجب ان تكون مريحة وقوية بما فيه الكفاية مع بعضهم البعض ليكونون قادرين على قول هذه الأشياء بدون ان يشعر وكأنها شتيمة.

## اختلاف الثقافات
قواعد الحشو والمواضيع ممكن ان تختلف بين الثقافات. الطقس هو موضوع شائع في المناطق التي يختلف فيها المناخ، ودائما ما يحدث ما لم يكن بالحسبان. الأسئلة حول العائلة أيضًا سؤال معتاد في بعض البلدان مثل البلدان الأسيوية والعربية. في الثقافات أو السياقات التي تكون متمركزة حول الهدف مثل الصين واليابان. الحشو بين المعارف الجدد ممكن أن يحتوي على بعض الأسئلة الاجتماعية عن بعضهم البعض. في كثير من الثقافات الأوربية من الشائع جدا السؤال حول الطقس أو السياسة أو الاقتصاد، على الرغم من أن قضايا التمويل الشخصي مثل الرواتب تعتبر في بعض البلدان من المحظورات.